# Pomnik „Tym, którzy nie powrócili z morza” w Szczecinie
Pomnik „Tym, którzy nie powrócili z morza” – znajduje się na Cmentarzu Centralnym w Szczecinie, przy ul. Okólnej, między 13. i 14. kwaterami dziecięcymi.

## Historia
Pomnik projektu krakowskich artystów-plastyków: Małgorzaty Szubert-Radnickiej i Macieja Radnickiego odsłonięty został 15 października 1989 r. z inicjatywy Szczecińskiego Klubu Kapitanów Żeglugi Wielkiej i poświęcony przez bp. Kazimierza Majdańskiego. Aktu odsłonięcia pomnika dokonali: Bogusława Mazurowska (wdowa po marynarzu z MT „Athenian Venture”) i dwaj chłopcy, Jurek Pasławski (stracił 22 kwietnia 1988 r. oboje rodziców na MT „Athenian Venture”) oraz Przemek Urbański (stracił 10 stycznia 1965 r. dziadka na MS „Nysa”). Uroczystości odsłonięcia były rozpoczęte uderzeniem w dzwon okrętowy czterech „szklanek”. Co roku odbywa się tu uroczyste składanie hołdu w przeddzień inauguracji roku akademickiego Politechniki Morskiej.

### Symbolika
Pomnik przedstawia fale morskie symbolizujące grób wszech oceanów, z których wynurza się maszt zatopionego statku, stanowiący element krzyża, a stylizowane nabrzeże z widniejącym polerem ma symbolizować spokojną przystań macierzystego portu. W bryle pomnika zamurowany jest pojemnik z wodą, którą kapitanowie statków Polskiej Żeglugi Morskiej zaczerpnęli na wszystkich morzach i oceanach świata i przywieźli do Szczecina.
Przed pomnikiem plac wyłożony płytami z datą „1989”, ogrodzenie z łańcuchów kotwicznych i latarnie okrętowe. Za pomnikiem półkolisty mur z nazwami statków i nazwiskami tych, którzy nie powrócili z morza, o czym informuje napis u podstawy pomnika. W dniu odsłonięcia pomnika było 175 tabliczek z takimi napisami, natomiast pod koniec 2007 r. już 258 mosiężnych tabliczek.

## Zdjęcia

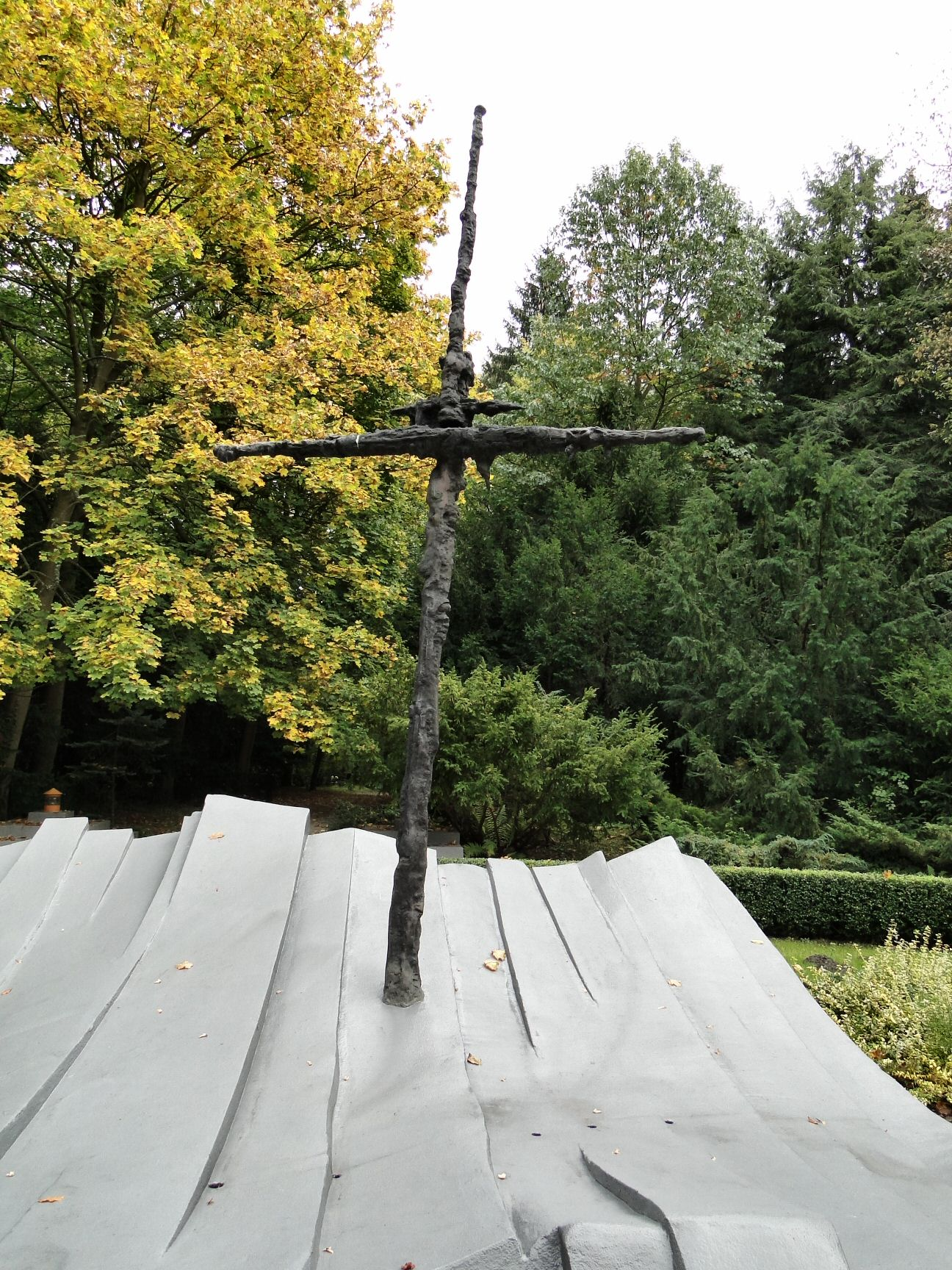
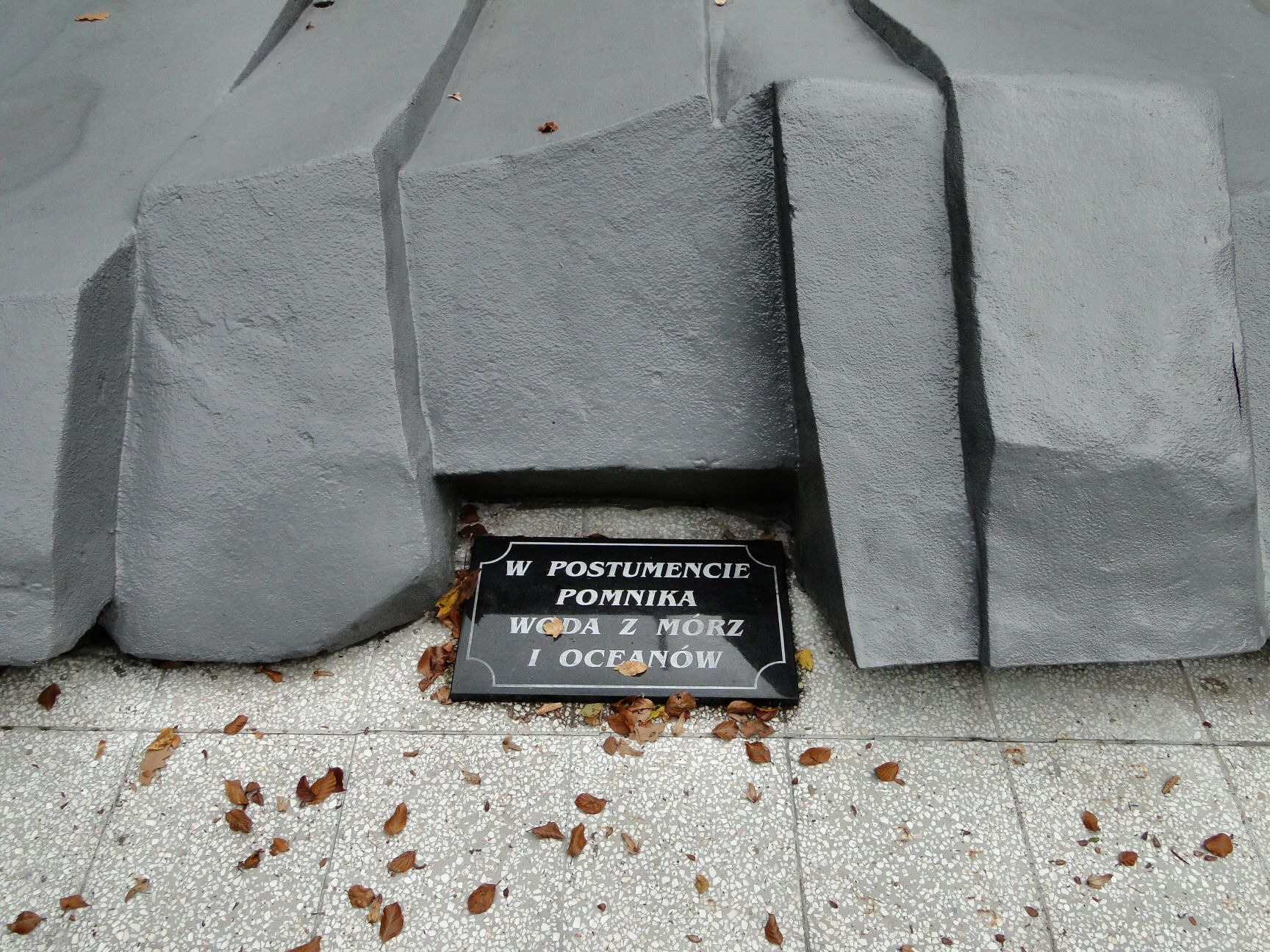
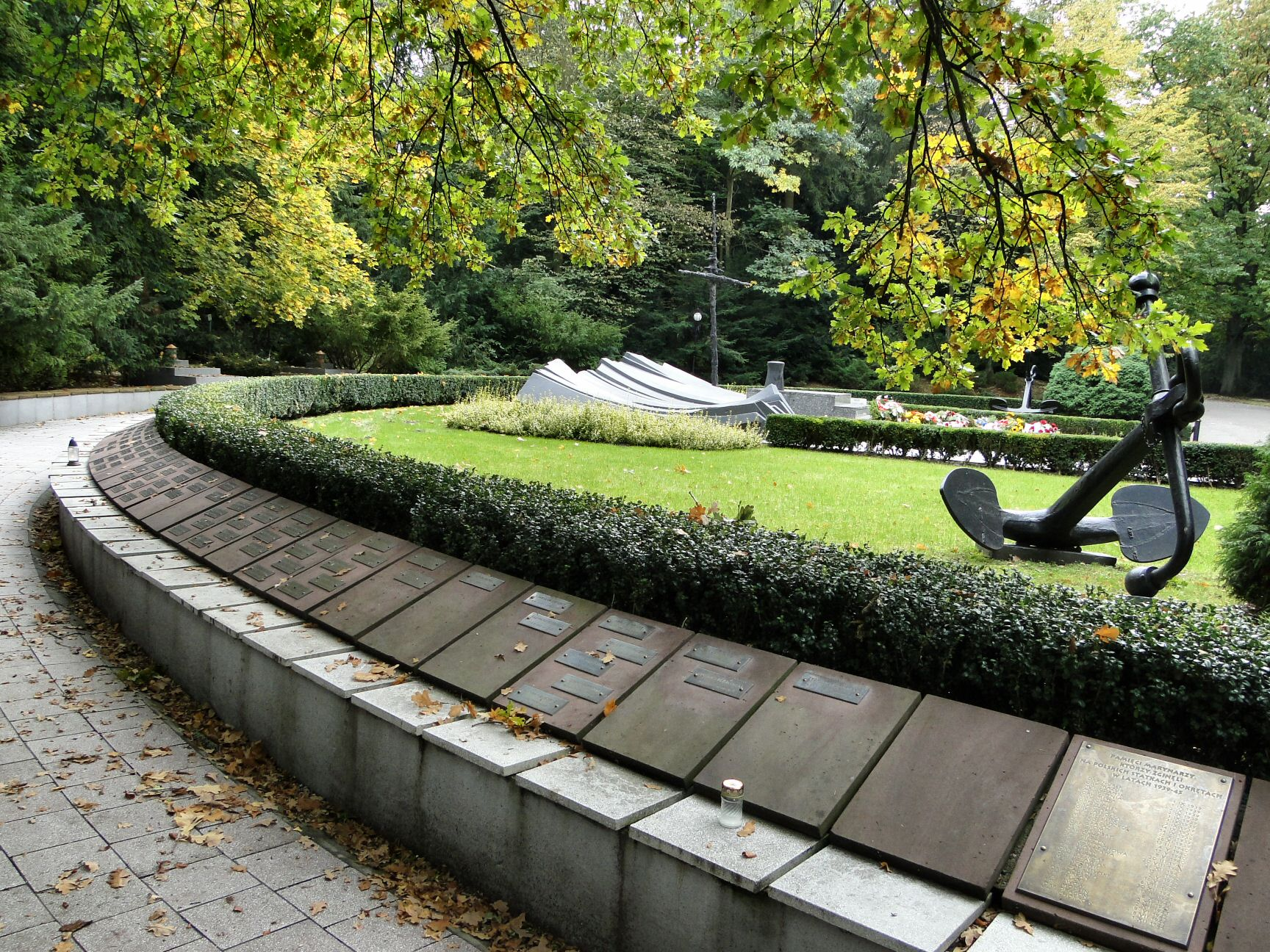